# Југословенско-чехословачки односи
Југословенско-чехословачки односи су били историјски двадесетовековни односи између бивших држава Чехословачке и Југославије. Чехословачка и Краљевина Срба, Хрвата и Словенаца су формиране по завршетку Првог светског рата као две заједничке државе мањих славенских народа, при чему је прва настала искључиво на подручју бивше монархије, а друга уједињењем њезиних подручја (Држава Словенаца, Хрвата и Срба и Банат, Бачка и Барања) са Краљевином Србијом којој се непосредно пре тога придружила и Краљевина Црна Гора. И Чехословачка и Југославија створене су након распада Аустроугарске која је и сама била вишенационо царство, а кроз 20. век често су остваривале врло интензивну сарадњу.

## Историја

### Период пре настанка независне Чехословачке и Југославије
Захваљујући заједничком животу на простору Хабсбуршке Монархије, подручја двеју земаља делила су богату традицију привредне, културне и политичке сарадње. Чешке земље често су посећивали студенте из Хрватске, Босне и Херцеговине и Војводине. Карлов универзитет у Прагу, а у мањој мјери и други универзитети, постали су тако важни центри високог образовања за јужнословенске студенте што се у различитој мери наставило све до савременог периода. Међу тим студентима били су и Вељко Влаховић, Ратко Вујовић, Александар Дероко, Никола Добровић, Петар Драпшин, Зоран Ђорђевић, Лордан Зафрановић, Момир Коруновић, Бранко Крсмановић, Емир Кустурица, Љубица Марић, Горан Марковић, Предраг Николић, Стјепан Радић, Никола Тесла и бројни други. Чешки индустријалци оснивали су нове фабрике у јужним рубним подручјима монархије и помагали у развоју тих подручја. Сам Томаш Масарик био је велики заговорник јединства Срба и Хрвата, што је идеја коју је политички подржавао и пре Првог светског рата.

### Међуратни период
Чехословачка делегација на Париској мировној конференцији 1919. године изнели су предлог да се између Аустрије и Мађарске издвоји део земље који би послужио као Чехословачки коридор између две новоосноване блиске славенске земље. Предлог о формирању коридора на крају је ипак одбијен. Првим југословенским представником у Прагу постао је Иван Хрибар, а његов рад у Чехословачкој одобрила је локална влада већ у јануару 1919. године. Први чехословачки амбасадор у Београду, Антонин Калина, добио је сагласност југословенског краљевства истога месеца.
1921. године, заједно с Краљевином Румунијом, Чехословачка и Југославија су основале Малу Антанту са циљем заједничке обране против мађарског реваншизма и било којег настојања да се рестаурише хабсбуршка династија. Чехословачка и Југославија потписале су међусобни споразум још 4. јуна 1920. године. 1923. Чехословачка је купила атрактивну парцелу у Булевару краља Александра у Београду за изградњу своје нове дипломатске мисије, а иста је 1931. године додатно проширена. Полагање камена темељца организовано је на дан св. Вацлава Доброг 1925. године уз учествовање заменика министра спољних послова Ј. Марковића, представника удружења националних мањина у Краљевини Срба, Хрвата и Словенаца, градоначелника Београда и водитеља Одела у Министарству спољних послова Чехословачке др. Рибаржа.
Трговачка размена међу две земље била је значајна. По целој Југославији су се оснивале фабрике и филијале компаније Југочешка, која се бавила међудржавном разменом. Посебно значајан догађај збио се 1932. године када је компанија Бата у селу Борово код Вуковара подигла своју фабрику. Први теретни аутомобили произведени у Југославији концептуално су потицали од модела развијених у Прагу.
Чехословачка је Југославији испоручивала велике количине наоружања, нарочито из стратешких разлога сматрајући како војни савезници требају да имају комплементарно наоружање. Значајан део тог оружја кориштено је и у периоду Другог светског рата у борбама југословенских партизана. Југославија је, са друге стране, испоручивала Чехословачкој жито, али и дуван и руде.

#### Шестосјануарска диктатура
Након атентата у Народној скупштини, краљ Александар I Карађорђевић одлучио се на једнострано деловање увођењем шестојануарске диктатуре. Тиме је започет процес хармонизовања до тада неуједначеног законодавства у различитим деловима земље, а проведена је и нова административна реорганизација државе. У исто време, како би се спречио отпор овим мерама, ограничене су или укинуте бројне слободе, укључујући, на пример, тајност поште.
За чехословачке представнике ова нагла промена на југословенској политичкој сцени представљала је значајну дилему. Са једне стране, Чехословачка је подржавала демократију, али са друге, кључни су били пријатељски односи са једном од ретких савезница у ширем региону. Едвард Бенеш је на крају пресудио дилему процеом развоја догађаја као неопходних корака на југословенској унутарњој политичкој сцени, који неће имати никакве вањске последице. Нова југословенска влада је захвалила Бенешу и потврдила да се однос са Чехословачком ни на који начин није променио државним превратом.
Подршка новој влади довела је до захлађења односа између Хрватске и Чехословачке. Службени Праг није био задовољан тим развојем ситуације, али зарад очувања добрих односа са краљем, одлучено је да се ништа по том питању не подузима. Једини који су критиковали југословенску монархију били су комунисти путем новина Руде право и других часописа.
Југословенска штампа је пратила неке од догађаја у Чехословачкој, као што су прославе св. Вацлава 1929. године, или посебно процес Војтеху Туку. Тука је био симбол мађарске експанзионистичке политике и реваншизма уопште, па је југословенска штампа (поготово хрватска) пажљиво пратиле ову ситуацију.

#### Атентат на краља Александра
Чињеница да је државни поглавар Југославије убијен у атентату у Француској изазвала је големи шок у Чехословачкој. Новине су се неколико дана интензивно бавиле овом вешћу док су изрази саучешћа превладавали над пређашњим сумњама према диктатури.

#### Односи у другој половини 1930-их
Иако је чехословачка влада увек тежила пријатељским односима са Југославијом, тридесете године довеле су до одређеног преокрета. Крајем деценије, Мала Антанта била је практички мртва, а југословенска монархија се одлучила, иако опрезно, окренути снагама Осовине. Немачка је настојала да убеди Југославију да преиспита своју савезничку политику након што је Чехословачка потписала савезнички споразум са Совјетским Савезом. У исто су време односи Краљевине Југославије са СССР-ом били изузетно хладни све до Другог светског рата упркос пређашњим историјски добрим односима Србије и Русије.
Економски значај Немачке у трговини са Југославијом у том је периоду брзо растао. Године 1936. компанија Круп добила је уговор за изградњу железаре у Зеници, чиме је истиснула Шкодине фабрике. 1937. године Југославија је учествовала у укупној размјени чехословачке вањске трговине са удјелом од 4,4 %. (5 % извоза, 3,7 % увоза). Сарадња између Чехословачке и Југославије у подручју туризма ипак се успешно развијала. 1938. на десетке хиљада чехословачких туриста посетило је Југославију, а 1937. је успостављена и директна ваздушна линија између Прага и Дубровника.

#### Минхенски споразум и окупација Чехословачке
Грађани Југославије било је доминантно усмерено против фашизма и тадашње Немачке. Оштро су осудили Минхенски споразум. Међутим, премијер Стојадиновић је Бенеша сматрао кривцем за такав исход због пристанка на план о уступању пограничних судетских подручја. Неизравно је то довело и до нестанка Мале Антанте. Бројни југословенски грађани, који су у то време боравили у Чехословачкој, ипак су се у атмосфери чехословачке мобилизације прикључили борби на страни словенског савезника. Истицали су слогане попут „Бранићемо Чешку” и „Живео Бенеш”. Југославенска је јавност осудила и окупацију Чешке и Моравске у марту 1939. године. Службени улазак земље у пакт са осовинским силама прекинут је превратом и уласком Југославије у рат на страни Савезника.

### Период Хладног рата
Чехословачка и Демократска Федеративна Југославија биле су међу 51 оснивачицом нове организације Уједињених нација. У мају 1945. године обновљене су активности представништава у Прагу и Београду. Пријатељски односи између две земље, које је повезивала и мржња према фашизму, одмах су се показали и у новим околностима. На темељу међудржавног споразума, обе су мисије 13. априла 1946. подигнута на ниво амбасада. Такођер су основани конзулати (југославенски у Братислави и чехословачки у Загребу). Савез пријатеља Титове Југославије почео је да делује у Чехословачкој у овом периоду. У марту 1946. године Праг је посетио Јосип Броз Тито. Био је тада заједнички гост чехословачког председника Едварда Бенеша и чехословачке владе. У Праг је стигао возом заједно са Милованом Ђиласом, Владиславом Рибникаром и Владимиром Велебитом. Тадашњи чехословачки медији са интересовањем су пратили посету, очекујући скори закључак међудржавног уговора и наставак добре традиције међуратне сарадње. Интерес за Титов посет имали су ипак пре свега чехословачки комунисти. Руде право најопширније је извештавало и чак објавило низ слављеничких песама о Титу. Чехословачка је у том периоду заузела прво место у југославенској спољнотрговинској размени. Увоз из Југославије фокусирао се на пољопривредне производе (61,3 % увоза), сировине и полупроизводе (31 % увоза) и потрошачку робу (око 7 %). Чехословачка је Југославији слала индустријске машине (којих је Југославији недостајало), гориво (углавном угљен) и помагала у обнови индустрије. Југословенска влада је 1946. године у Румунију, Чехословачку и Албанију послала додатних 17.000 тона пшенице, чак и по цену да је код куће неће бити довољно. Циљ је био помоћи пријатељским земљама погођеним катастрофалном сушом. Чехословачки су експерти помагали у развоју Југославије на великим пројектима који су се градили широм земље. Припремили су први урбанистички план града Сарајева и пројектовали и надгледали изградњу локалне главне станице.

#### Односи након 1948. године
Блиски односи између две државе прекинути су након Титовог раскида са Стаљином 1948. године. Међусобни формални дипломатски односи између Чехословачке и Југославије ипак су остали очувани, али међусобна трговинска размена између 1950. и 1954. готово да није постојала. Београд је напустио чехословачки амбасадор, а канцеларију је водио само отправник послова. Чехословачка је пажљиво пратила политички сукоб простаљиновске и противотовске фракције у Југословенској комунистичкој партији. Касније је пружила азил комунистима који су критиковали Тита и били лојални Стаљину. Критичаре Титова режима предводио је Слободан Ивановић, а лист Нова Борба почео је тада да излази у Прагу. Чехословачки су комунисти изложили југославенске грађане који су боравили на чехословачком територију снажном притиску. Многи од њих студирали су у Прагу (било на универзитету или као радници на обуци у чехословачким фабрикама). Шириле су се разне гласине о уништавању споменика Црвене армије у Југославији, доласку фашизма у земљу, утецају страног капитала, поробљавању домаће популације, нападима на Јосифа Стаљина. Чехословачке новине посебну су пажњу посветиле Александру Ранковићу, шефу југословенске тајне полиције. Рудолф Слански јавно је само неколико месеци пре свог собственог краја, Југославију назвао „колонијом англо-америчких империјалиста”, а Београд као „центар западне шпијунаже и антикомунистичке пропаганде”. Југословенски медији у правилу нису реаговали на ове нападе и примарно су пратили промене у чехословачкој политици и привреди које су се на неки начин приближавале децентрализацији, посебно југославенском моделу самоуправног социјализма.
До побољшања односа између Југославије и СССР-а дошло је 1953. године. Чехословачки извоз у Југославију 1956. године једва је досезао 25 % извоза из 1948. године. На изворне вредности трговинске сарадње дошло се тек у првој половини 60-их година. 1955. године потписан је нови трговински споразум који је дефинисао међусобну трговину за период од 1956. до 1960. године. Побољшање односа такођер је отворило могућности у домени туризма. Чехословачким туристима поново су били понуђени излети на јадранску обалу, јер је агенција ЧЕДОК могла обновити односе са својим југословенским партнерима, попут Турист-Еxпреса и Путника Загреб. 1964. године Југославију је посетио чехословачки предсједник Антоњин Новотни. Годину дана касније Јосип Броз Тито поновно је посетио Праг. 1964. је склопљен и споразум о платном промету као и споразум о правној помоћи у грађанским, породичним и казненим предметима.

#### Прашко пролеће
Период либерализације у другој половини 60-их година представљао је за чехословачке комунисте прилику да се детаљније упознају са југославенским економским и политичким моделом. Тај модел је прошао дуг пут од 1950. године, када је усвојен Закон о радничком самоуправљању. Чехословачки комунисти су сматрали југославенски модел кључним за економску и политичку реформу у својој земљи. Непосредно пре совјетског напада, у Праг је дошао и главни југославенски идеолог Едвард Кардељ, који је врло срдачно дочекан. Иницијатива за обнову рада Друштва чехословачко-југославенског пријатељства, укинутог 1949. године, такођер је покренута, а његово је деловање кратко и обновљено 1969. године. Југославија је подржавала реформистичка настојања Александра Дубчека и политичку либерализацију у Чехословачкој. За разлику од тихе сагласности са совјетском интервенцијом у Мађарској 1956. године, Југославија је снажно осудила инвазију Варшавског пакта на Чехословачку 1968. године. 12. јула 1968. године председник Југославије Јосип Броз Тито дао је интервју египатском дневнику Ал-Ахрам у којему је изјавио да верује да совјетски вође нису „тако кратковидни људи (...) који би проводили политику силе како би решили унутрашње питање Чехословачке”. Председник Тито посетио је Праг 9. и 10. августа 1968. године, само неколико дана пре интервенције док се велика група од 250.000 демонстраната окупила у Београду након почетка интервенције. Југославија је пружила уточиште бројним грађанима Чехословачке (многи на годишњем одмору) и политичарима укључујући Оту Шика, Јиржија Хајека, Франтишека Власака и Штефана Гашпарика. 1969. године у Београду је одржан и конзултативни састанак Покрета несврстаних на којем су распрваљани догађаји у Чехословачкој.

#### Период након инвазије Варшавског пакта
Током периода нормализације често су се догађали бегови чешкословачких грађана у земље западне Европе, при чему се Југославија показала као погодна транзитна земља. Представници Чехословачке неколико су пута неуспешно покушали упозорити своје југословенске колеге на неприхватљивост проточности граница према земљама Западног блока.
Економски се ситуација у Југославији током 70-их и 80-их година погоршавала. Како многе земље Покрета несврстаних нису биле довољно ликвидне за пријем индустријске робе из СФРЈ, Београд је дошао до закључка о неопходности додатног интензивисања трговинске серадње са Источним блоком и Чехословачком. Слична је била ситуација и у Чехословачкој, која је такођер патила од економске стагнације. Чињеница да је политичка ситуација у Југославији средином 70-их година ишла у донекле сличном конзервативнијем правцу (сузбијање МАСПОК-а и српских либерала) као и у Чехословачкој, омогућила је бољу економску сарадњу између две земаље. Југославија је такођер била отворена за бројне чехословачке дисиденте који су радили у иностранству (Вацлав Хавел, Милан Кундера). Чехословачки су представници критизирали ову праксу али та критика у Југославији није наилазила на уважавање.

### Односи након 1989. године
Две су се државе суочиле са растућим економским и националним изазовима крајем 1980-их година, проблемима који су кулминирали насилним распадом Југославије у рату који је био у оштром контрасту са мирним распадом Чехословачке. За разлику од ситуације након распада Совјетског Савеза, где је Руска Федерација била међународно призната као једина изравна земља наследница, ниједна од бивших чехословачких или југославенских конститутивних република није постигла такав статус. Чешка Република и Словачка постигле су споразум о заједничкој сукцесији на темељу којег су обе морале поново да се придруже свим међународним организацијама и споразумима. Чешка Република је ипак упркос споразуму једнострано одлучила да задржи стару заставу Чехословачке као своју заставу али је избегла сваку тврдњу о томе како је једина изравна следница бивше државе. У случају Југославије, Савезна Република Југославија (Србија и Црна Гора) иницијално је тврдила како је она једина правна наследница Социјалистичке Федеративне Републике Југославије, али је та тврдња оспорена резолуцијом Савета безбедности УН-а број 777. Бадинтерова комисија утврдила је у свом Мишљењу бр. 1 како је Социјалистичка Федеративна Република Југославија у процесу распада, док је Мишљење бр. 10 навело како се Савезна Република Југославија не може законски сматрати наставком бивше СФРЈ, већ да се ради о новој држави. Након почетног отпора овом правном мишљењу, Савезна Република Југославија прихватила је заједничку сукцесију потписивањем Споразума о питањима сукцесије бивше СФР Југославије. Како је Чехословачка федерација наставила да постоја до 1993. године, земља је успоставила билатералне односе са неким новим неовисним и признатим постјугословенским државама током 1992. године.
- Некадашња Амбасада Југославије у Прагу, данас Амбасада Србије.
- Некадашња Амбасада Чехословачке у Београду, данас Амбасада Чешке.